# Tobias Wendl
Tobias Wendl (n. 16 iunie 1987, Aachen, RFG) este un sănier german, medaliat olimpic. A participat la o ediție a Jocurilor Olimpice (2014) în care a câștigat două medalii de aur.